# Suspension (römisch-katholisches Kirchenrecht)
Die Suspension oder Suspendierung ist eine Beugestrafe des katholischen Kirchenrechts, mit der einem kirchlichen Amtsträger die Amtsausübung verboten werden kann. Sie soll den Betroffenen dazu bewegen, Auffassungen oder Verhaltensweisen aufzugeben, die mit der kirchlichen Lehre nicht vereinbar sind.
Rechtsgrundlage sind die Canones 1333 ff. des Codex des Kanonischen Rechts der römisch-katholischen Kirche. Die Maßnahme kann nur Kleriker treffen; zuständig für die Verhängung ist der Ortsbischof. Der Umfang der Suspension wird durch Gesetz, Verwaltungsbefehl, Strafurteil oder Strafdekret festgelegt.

## Rechtsfolgen
Die Suspension verbietet vollständig oder teilweise die Ausübung von Akten der Weihegewalt, von Akten der Leitungsgewalt sowie der mit einem Amt verbundenen Rechte oder Aufgaben, soweit sie unter der Verfügungsgewalt des die Strafe festsetzenden Oberen stehen. Ausnahmen sind unter anderem vorgesehen, wenn die Ausübung der Akte „für das Heil von Gläubigen notwendig ist, die sich in Todesgefahr befinden.“ (can. 1335 CIC 1983)
Nicht berührt wird durch die Suspension ein dem Täter aufgrund seines Amtes zustehendes Wohnrecht sowie das Recht zur Verwaltung von Gütern, die zum Amt des Suspendierten selbst gehören, wenn die Strafe eine Tatstrafe ist. (can. 1333 §3 CIC 1983)
Die Suspension kann den Empfang von Erträgen, Gehältern, Pensionen und anderen Einkünften verbieten. In diesem Fall besteht Restitutionspflicht für unrechtmäßig empfangene Leistungen, ohne dass es auf die Gutgläubigkeit des Empfangenden ankäme.
In Deutschland kann nach einer Suspendierung eine gesetzliche Rentenversicherung bei der Bundesversicherungsanstalt für Angestellte nachgeholt werden, was die entfallenen Pensionsansprüche teilweise kompensiert.

## Bekannte Fälle in neuerer Zeit
1976 suspendierte Papst Paul VI. Erzbischof Marcel Lefebvre, den Gründer der traditionalistischen Priesterbruderschaft St. Pius X., wegen unerlaubter Priesterweihen.
Ein häufiger Grund für eine Suspension waren die sogenannten Interzelebrationen, also die gemeinsame Feier der Eucharistie durch Geistliche unterschiedlicher christlicher Konfessionen, bzw. die Interkommunion im Sinne einer Einladung nichtkatholischer Christen zum Empfang der Kommunion in einer katholischen Heiligen Messe. In diesem Zusammenhang bekannte Fälle sind die Suspensionen Hermann Münzels (Bistum Trier) und Peter Hausbergers (Erzbistum Salzburg) aus dem Jahre 2000, sowie die Gotthold Hasenhüttls (ebenfalls Bistum Trier) im Jahr 2003.
Die 2004 vom Regensburger Bischof Gerhard Ludwig Müller ausgesprochene Suspension von Pfarrer Hans Trimpl wegen seiner Kontakte zum kirchenkritischen Arbeitskreis Regensburg wurde zurückgenommen.
Im Oktober 2005 wurde der Pfarrer von Röschenz, Franz Sabo, vom Basler Bischof Kurt Koch im Zusammenhang mit den Auseinandersetzungen um die Besetzung der Pfarrstelle wegen „Amtsanmaßung, der Aufwiegelung zum Ungehorsam und der Amtsbehinderung“ suspendiert. Die Suspension wurde im Herbst 2007 zurückgenommen, nachdem sich der Gemeindepriester und Bischof Koch wieder ausgesöhnt hatten.

## Fallbeispiele suspendierter Kleriker
- Albanus Schachleiter (1861–1937), öffentlicher Sympathisant des Nationalsozialismus